# Hussejn Murawski
Hussejn Murawski – tatarski wojskowy, rotmistrz chorągwi jazdy tatarskiej, najpierw po stronie Rzeczypospolitej, a następnie od 1672 po stronie Imperium osmańskiego, od 1674, już za Jana III Sobieskiego, znowu po stronie Rzeczypospolitej, od połowy 1675 znowu po stronie Imperium osmańskiego.
Uczestnik działań zbrojnych okresu wojny polsko-kozacko-tatarskiej 1666–1671.
W 1672 przeszedł na stronę Turcji. Został bejem twierdzy w Barze na Podolu.
12 listopada 1674, po 4 dniach oblężenia, poddał twierdzę królowi Janowi III Sobieskiemu i wrócił wraz ze wszystkimi Tatarami na służbę Rzeczypospolitej.
W styczniu 1675 król Sobieski wysłał Hussejna Murawskiego i pułkownika Jana Greba z poselstwem do chana krymskiego Selima I Gireja, proponując wykupienie Kamieńca za stałą coroczną opłatę i gwarancję nietykalności wszystkich meczetów w Rzeczypospolitej.
Rozmowy w stolicy chanatu - Bakczysaraju trwały pół roku, jednak pochopnie obdarzony zaufaniem królewskim bej Murawski ponownie przeszedł na stronę turecką. Toczone pertraktacje zakończyły się fiaskiem.